# Biokovsko Selo
Biokovsko Selo (1948-ig Zabrdo) falu Horvátországban Split-Dalmácia megyében. Közigazgatásilag Zagvozdhoz tartozik.

## Fekvése
Splittől légvonalban 57, közúton 77 km-re keletre, Makarskától légvonalban 11, közúton 30 km-re északkeletre, községközpontjától 8 km-re délkeletre, Közép-Dalmáciában a dalmát Zagora területén a Veliki Vitrenik nyugati lejtői és a Biokovo-hegység keleti, Ljut nevű lejtője között fekszik. Az Imotska krajina legkisebb önálló települése. Településrészei: Kulica, Gući, Šućuri, Peškirići, Vranješi, Drinova, Dubina és Kruševac.

## Története
A település keletkezéséről nincsenek pontos adatok. Területe egykor Krstatice része volt, az 1835-ben alapított krstaticai plébániához tartozott és története is hozzá kapcsolódik. A településnek 1857-ben 235, 1910-ben 454 lakosa volt. 1918-ban az új szerb-horvát-szlovén állam, majd később Jugoszlávia része lett. A háború után a szocialista Jugoszláviához került. 1948-ban vált külön Krstaticától és ekkor kapta a mai nevét is. Lakossága az 1970-es évek óta a fiataloknak a városokba, főként Splitbe és Makarskára való elvándorlása miatt folyamatosan csökkent. 1991 óta a független Horvátországhoz tartozik. 2011-ben a településnek mindössze 55 lakosa volt, akik egy gući háromgyermekes család kivételével mind hatvan évnél idősebbek.

## Lakosság
| Lakosság változása | Lakosság változása | Lakosság változása | Lakosság változása | Lakosság változása | Lakosság változása | Lakosság változása | Lakosság változása | Lakosság változása | Lakosság változása | Lakosság változása | Lakosság változása | Lakosság változása | Lakosság változása | Lakosság változása | Lakosság változása |
| ------------------ | ------------------ | ------------------ | ------------------ | ------------------ | ------------------ | ------------------ | ------------------ | ------------------ | ------------------ | ------------------ | ------------------ | ------------------ | ------------------ | ------------------ | ------------------ |
| 1857               | 1869               | 1880               | 1890               | 1900               | 1910               | 1921               | 1931               | 1948               | 1953               | 1961               | 1971               | 1981               | 1991               | 2001               | 2011               |
| 235                | 0                  | 258                | 325                | 392                | 454                | 0                  | 0                  | 777                | 770                | 748                | 671                | 323                | 164                | 99                 | 55                 |

(1869-ben, 1921-ben és 1931-ben lakosságát részben Krstaticához, részben Župához számították.)